# Drónavalli Hárika
Drónavalli Hárika (telugu: ద్రోణవల్లి హారిక, a nemzetközi szakirodalomban Harika Dronavalli) (Guntúr, Ándhra Prades, India, 1991. január 12. –) indiai női sakkozó, nemzetközi nagymester, Ázsia bajnoka (2011), a Nemzetközösségi játékok háromszoros sakkbajnoka, U14 és U18 korosztályos ifjúsági sakkvilágbajnok, U20 junior sakkvilágbajnok, sakkolimpikon.

## Élete és sakkpályafutása
Apja Ramesh, anyja Swarna, egy lánytestvére van, Anusha. Nyolcéves korában apja tanította meg sakkozni.

### Ifjúsági világbajnokságai
Kilencéves korában, 2000-ben már holtversenyben az 1−2. helyen végezve ezüstérmet szerzett az U10 korosztályos ifjúsági sakkvilágbajnokságon. Ugyancsak ezüstérmes lett 2001-ben az U12 világbajnokságon, majd ebben a korosztályban 2002-ben bronzérmet szerzett.
2002-ben Ázsia U10 és U18 korosztályos bajnoki címét is megszerezte. Ugyanebben az évben, 11 évesen, részt vett az U20 korosztályos junior sakkvilágbajnokságon, ahol a 10. helyen végzett, majd a következő évben, 12 évesen már negyedik volt. Beugróként indulhatott 12 évesen a 2002-es sakkvilágkupán, ahol a legerősebb értékszámú A-csoportban ugyan utolsó lett, de legyőzte az exvilágbajnok Maia Csiburdanidzét. 2002-ben teljesítette három alkalommal is a női nemzetközi mesteri normát, és ezzel Ázsia legfiatalabb címviselője lett.
2003-ban a nők között ezüstérmet szerzett a Nemzetközösségi játékokon, és eredményével először teljesítette a női nemzetközi nagymesteri, valamint a nemzetközi mesteri normát. Ugyanebben az évben Kónéru Hanpi mögött holtversenyben Hoang Thanh Tranggal a második helyen végzett Ázsia bajnokságán, és ezzel másodszor is teljesítette a normákat. 2003-ban csak az 5. helyet szerezte meg az U14 világbajnokságon, de a következő évben már megnyerte azt, miután az 1−2. helyen végezve Anna Muzicsukkal, a holtversenyt eldöntő számítás neki kedvezett. Ezért az eredményéért 14 évesen női nemzetközi nagymesteri címet (WGM) kapott és jogot szerzett a 2004-es női sakkvilágbajnokságon való részvételre, ahol azonban az első körben vereséget szenvedett a litván Viktorija Čmilytėtől. 2004-ben megnyerte a Nemzetközösségi játékok U18 korosztályos versenyét, ezzel harmadszor is teljesítette a női nemzetközi nagymesteri normát, és Ázsia legfiatalabb női nagymestere lett. 2004. decemberben Ázsia junior bajnokságán holtversenyes 1−2. helyen végezve ezüstérmet szerzett.
Az U20 junior világbajnokságon 2005-ben a 2−5. helyet szerezte meg. 2006-ban megnyerte az U18 korosztályos lányok sakkvilágbajnokságát. Az U20 korosztályban 2006-ban kilencedik, 2007-ben ötödik,  míg végül 2008-ban másfél pont előnnyel aranyérmes a későbbi felnőtt világbajnok Marija Muzicsuk előtt.
A nemzetközi mesteri normát negyedszer teljesítette 2007-ben, és ezt követően kapta meg a címet.

### Világbajnoki szereplései
Az első, 2004-es világbajnokságon való részvétele után legközelebb a 2008-as női sakkvilágbajnokságon indulhatott, és a 2. körben legyőzve Anna Muzicsukot is, a 3. körig jutott, ahol az örmény Lilit Mkrtchiantól szenvedett vereséget.
A 2010-es női sakkvilágbajnokságon a negyeddöntőben szenvedett vereséget a később döntőig menetelő Zsuan Lu-fejtől.
A 2012-es világbajnokságon elődöntős, ahol az exvilágbajnok bolgár Antoaneta Sztefanova ütötte el a döntőbe jutástól. A világbajnoki elődöntős eredménye alapján indulhatott a 2013−2014. évi Grand Prix versenysorozaton, amelyen egy 6−8., egy 4., egy 5−6. és egy 3. helyet szerzett, és ezzel összesítésben a nyolcadik helyen végzett.
A 2015-ös világbajnokságon ismét elődöntős, miután legyőzte az exvilágbajnok Alekszandra Kosztyenyukot is, de a világbajnoki címet is megszerző Marija Muzicsuktól elszenvedett veresége miatt nem jutott a döntőbe. A 2015−2016. évi Grand Prix versenysorozaton Teheránban a 8−9. helyen végzett, Csengtuban holtversenyben Kónéru Hanpival az 1−2. helyen osztozva ő szerezte meg a győzelmet.
A 2017-es világbajnokságon sorrendben harmadszor is az elődöntőig jutott, többek között a negyeddöntőben a grúz Nana Dzagnidze legyőzése után. Az elődöntőben a később világbajnoki címet szerző Tan Csung-ji ütötte el a döntőbe jutástól.

### Egyéb kiemelkedő versenyeredményei
2006-ban, 2007-ben és 2010-ben háromszor nyerte meg a nők között a Nemzetközösségi játékokat.
2008-ban a Gibraltar Chess Festivalon holtversenyben a legjobb női eredményt érte el. A 2010. évi Ázsia Játékok rapidsakk versenyén Hou Ji-fan és Csao Hszüe mögött bronzérmet szerzett.
2011-ben Kónéru Hanpi után India sakktörténetének második női versenyzőjeként nemzetközi nagymester (GM) címet szerzett. A címhez szükséges normát 2010-ben a Reykjavík Openen, a 19. Kavalai Nyílt Nemzetközi Sakkversenyen, valamint a 2011-ben Hangcsouban rendezett női nemzetközi nagymesterversenyen teljesítette.

## Eredményei csapatban
2004 óta tagja India női válogatottjának a sakkolimpiákon, amelyeken a legjobb eredményük csapatban a 2012-ben elért 4. helyezés volt, egyéniben ugyanebben az évben az 1. táblán a mezőnyben az 5. legjobb eredményt érte el .
2009-ben, 2011-ben és 2015-ben volt tagja az indiai női válogatottnak a sakkcsapat világbajnokságokon, amelyeken csapatban kétszer (2011-ben és 2015-ben) a 4. helyen végeztek, egyéniben ezeken a versenyeken ezüstérmet szerzett.
2003 óta hat alkalommal volt India válogatottjának tagja Ázsia női sakkválogatottjainak bajnokságán, amelyeken csapatban összesen négy ezüst- és egy bronzérmet, egyéniben a tábláján elért eredménye alapján három arany és két ezüstérmet szerzett.
2008−2013 között szerepelt a Sakkcsapatok Európa Kupájában, ahol csapatban egy ezüst- és két bronzérmet, egyéni teljesítményével egy arany és egy ezüstérmet szerzett.
A kínai sakkligában 2015-ben a Beijing city csapatával aranyérmet szerzett.

## Díjai, kitüntetései
- Arjuna Award (2007)